# Stirton (Ontario)
Stirton è un'area non incorporata della provincia canadese dell'Ontario, nella contea di Wellington e municipalitá di Mapleton.
Prende il nome da David Stirton, un membro della Camera dei comuni fra il 1857 ed il 1876. Una mappa del luogo risalente agli anni '50 del XIX secolo mostra che l'insediamento era costituito da sedici lotti, molti dei quali vennero venduti fra il 1856 ed il 1868. Questi lotti erano suddivisi in due sezioni: Upper Stirton e Lower Stirton, distanti circa 1 km l'una dall'altra. I mulini erano collocati in una di queste due zone, mentre nell'altra si trovavano attività commerciali e residenze.
Un ufficio postale fu operativo fra il 1863 ed il 1910, ed il mercante locale John Sanderson ne fu il primo direttore. Il primo insediamento aveva anche la bottega di un fabbro, una conceria, un bottaio, un negozio di scarpe, un artigiano che realizzava finimenti, un emporio, un produttore di carri, due chiese e tre carpentieri. Un mulino per la produzione di lino fu costruito nel 1867 e dava lavoro a sessanta persone. In quegli stessi anni era operativo anche un hotel. Nel 1871 Stirton riceveva posta ogni giorno e contava una popolazione di 150 persone.
Molte delle attività commerciali di Stirton vennero abbandonate entro la fine del secolo e la chiesa metodista resistette fino al 1929.
All'inizio degli anni '50 del XX secolo iniziarono i lavori ad una diga 7 km a sud di Stirton, sul fiume Conestogo. Il suo completamento portò all'inondazione di una grande area e alla creazione del Conestogo Lake. Un articolo del 1956 presenta Stirton come un futuro vivace centro turistico, ma questo non accadde mai, nemmeno dopo la fine dei lavori della diga, avvenuti nel 1958.